# Чемпионат мира по трековым велогонкам 1897
Чемпионат мира по трековым велогонкам 1897 года прошёл с 30 июля по 2 августа в Глазго (Великобритания). Соревнования проводились в двух дисциплинах — в спринте и в гонке за лидером среди любителей и профессионалов отдельно.

## Медалисты
Профессионалы
| Дисциплина       | Золото      | Серебро              | Бронза          |
| Спринт           | Вилли Аренд | Чарльз Ф. Барден     | Поль Носсам     |
| Гонка за лидером | Джек Стокс  | Артур Адальберт Чейз | Фрэнк Армстронг |

Любители
| Дисциплина       | Золото       | Серебро      | Бронза          |
| Спринт           | Эдвин Шрадер | В. П. Фосетт | Харри Рейнольдс |
| Гонка за лидером | Эдвард Гулд  | Эмиль Узу    | Расмонд Тйорби  |